# ويليام غيبونز (سياسي)
ويليام غيبونز (بالإنجليزية: William Ernest Gibbons)‏ هو سياسي بريطاني (وحمل سابقاً جنسية المملكة المتحدة لبريطانيا العظمى وأيرلندا)، ولد في 24 أبريل 1898، وتوفي في 15 أغسطس 1976. حزبياً، نشط في حزب المحافظين. في الانتخابات الفرعية في مجلس العموم البريطاني ‏، انتخب عضو برلمان المملكة المتحدة الـ37 عن دائرة Bilston (UK Parliament constituency) ‏ (20 سبتمبر 1944 – 15 يونيو 1945).